# Arignac
Arignac – miejscowość i gmina we Francji, w regionie Oksytania, w departamencie Ariège.
Według danych na rok 2010 gminę zamieszkiwały 724 osoby, a gęstość zaludnienia wynosiła 82 osoby/km².